# Chorocamayo
Chorocamayo es un paraje rural de Chile en la comuna de Valdivia, provincia de Valdivia, Región de Los Ríos. Se ubica en la ribera este del río Cruces.

## Historia

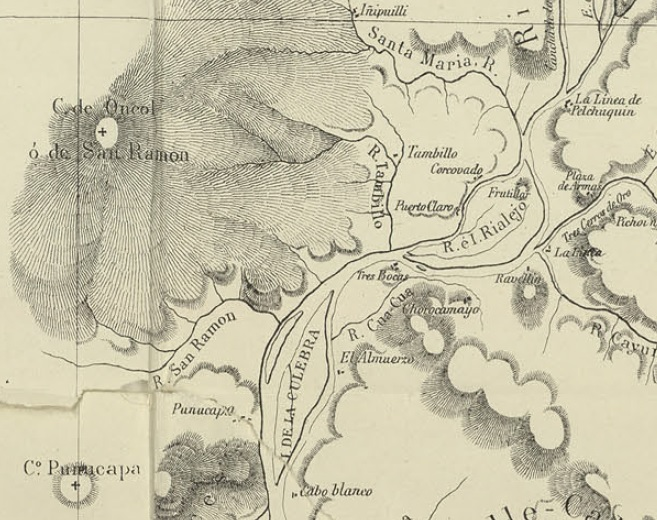
Chorocamayo en el Mapa de Expedición del Río Valdivia de Francisco Vidal Gormaz

La localidad fue incorporada en el mapa del ingeniero Francisco Vidal Gormaz en el año 1868.

## Accesibilidad y transporte
Chorocamayo se encuentra en la ribera este del río Cruces, está distante a 11,7 km de la ciudad de Valdivia a través de la Ruta 202